# Modropláštníkovití
Modropláštníkovití (Maluridae) je malá čeleď primitivních zpěvných ptáků, rozšířená pouze v Austrálii a na Nové Guineji. V současné době je rozlišováno 28 druhů v pěti rodech.
Modropláštníkovití jsou malí až středně velcí pěvci, obývající širokou řadu biotopů od deštných pralesů po pouště. Samci řady druhů jsou velmi barevní. Živí se hmyzem, který obvykle sbírají pod keři. Staví si hnízda v hustém křoví. Mláďata z první snůšky často pomáhají vyvádět mláďata ze snůšek pozdějších.
Zajímavým rysem čeledi je sociální monogamie – přestože tvoří páry, k páření dochází mezi všemi jedinci v komunitě, navíc si vzájemně pomáhají při vyvádění mláďat.

## Kladogram

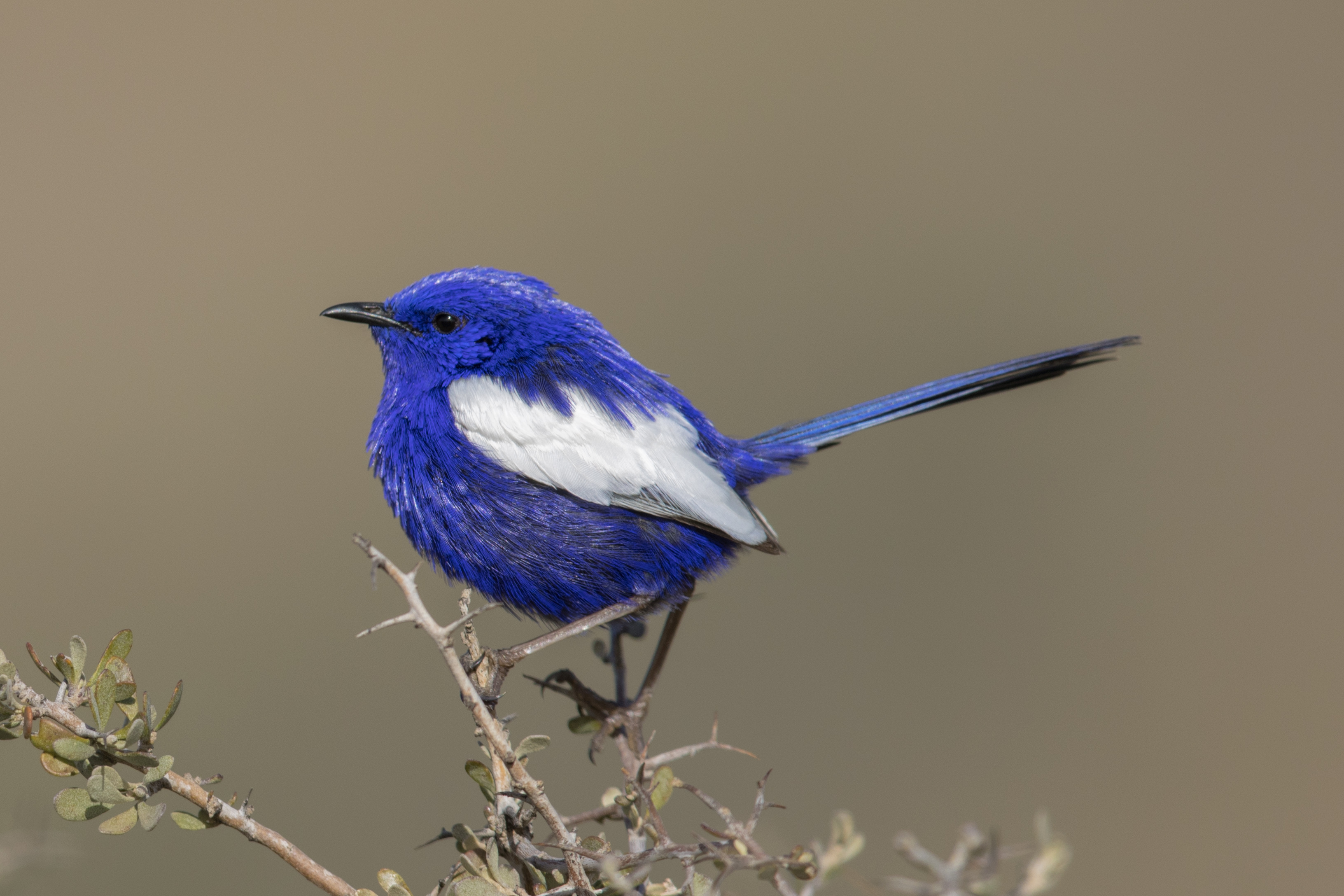
Modropláštník bělokřídlý (Malurus leucopterus)

|  | Stipiturus                                             |
|  |                                                        |
|  | \| \| Clytomyias \| \| \| \| \| \| Malurus \| \| \| \| |
|  |                                                        |
|  | Clytomyias                                             |
|  |                                                        |
|  | Malurus                                                |
|  |                                                        |

|  | Clytomyias |
|  |            |
|  | Malurus    |
|  |            |

|  | Stipiturus                                             |
|  |                                                        |
|  | \| \| Clytomyias \| \| \| \| \| \| Malurus \| \| \| \| |
|  |                                                        |
|  | Clytomyias                                             |
|  |                                                        |
|  | Malurus                                                |
|  |                                                        |

|  | Clytomyias |
|  |            |
|  | Malurus    |
|  |            |

## Taxonomie
- rod trávníček (Amytornis)
  - Amytornis ballarae
  - trávníček bělobrvý (Amytornis barbatus)
  - trávníček běloprsý (Amytornis dorotheae)
  - trávníček pouštní (Amytornis goyderi)
  - trávníček žíhaný (Amytornis housei)
  - Amytornis merrotsyi
  - Amytornis modestus
  - trávníček rezavouzdičkový (Amytornis purnelli)
  - Amytornis rowleyi
  - trávníček proužkovaný (Amytornis striatus)
  - trávníček tlustozobý (Amytornis textilis)
  - Amytornis whitei
  - trávníček bělohrdlý (Amytornis woodwardi)

- rod Chenorhamphus
  - modropláštník bosaviský (Chenorhamphus campbelli)
  - modropláštník širokozobý (Chenorhamphus grayi)
- rod hnědáček (Clytomyias)
  - hnědáček oranžovohlavý (Clytomyias insignis)
- rod modropláštník (Malurus)
  - modropláštník běloramenný (Malurus alboscapulatus)
  - modropláštník krásný (Malurus amabilis)
  - Malurus assimilis
  - modropláštník korunkatý (Malurus coronatus)
  - modropláštník nádherný (Malurus cyaneus)
  - modropláštník modrý (Malurus cyanocephalus)
  - modropláštník západoaustralský (Malurus elegans)
  - modropláštník proměnlivý (Malurus lamberti)
  - modropláštník bělokřídlý (Malurus leucopterus)
  - modropláštník rudohřbetý (Malurus melanocephalus)
  - modropláštník modroprsý (Malurus pulcherrimus)
  - modropláštník modrofialový (Malurus splendens)
- rod hnědáček (Sipodotus)
  - hnědáček bělobřichý (Sipodotus wallacii)
- rod pokřováček (Stipiturus)
  - pokřováček vláknoocasý (Stipiturus malachurus)
  - pokřováček modrohrdlý (Stipiturus mallee)
  - pokřováček spiniexový (Stipiturus ruficeps)